# Just Kwaou-Mathey
Just Kwaou-Mathey (Parigi, 4 dicembre 1999) è un ostacolista francese.

## Biografia
È stato medaglia di bronzo agli assoluti francesi del 2020 ad Albi, con il primato personale di 13"61.
Vanta quattro medaglie di bronzo a livello internazionale, ottenute tra mondiali indoor, europei ed europei indoor.

## Palmarès
| Anno | Manifestazione          | Sede      | Evento   | Risultato  | Prestazione | Note |
| ---- | ----------------------- | --------- | -------- | ---------- | ----------- | ---- |
| 2019 | Mediterraneo U23 indoor | Miramas   | 60 m hs  | Oro        | 7"90        |      |
| 2019 | Europei U23             | Gävle     | 110 m hs | Semifinale | 13"97       |      |
| 2021 | Europei U23             | Ostrava   | 110 m hs | 5º         | 13"59       |      |
| 2022 | Mondiali                | Eugene    | 110 m hs | Semifinale | 13"25       |      |
| 2022 | Europei                 | Monaco    | 110 m hs | Bronzo     | 13"33       |      |
| 2023 | Europei indoor          | Istanbul  | 60 m hs  | Bronzo     | 7"59        |      |
| 2023 | Mondiali                | Budapest  | 110 m hs | Semifinale | 13"31       |      |
| 2024 | Mondiali indoor         | Glasgow   | 60 m hs  | Bronzo     | 7"47        |      |
| 2025 | Europei indoor          | Apeldoorn | 60 m hs  | Bronzo     | 7"50        |      |

## Altre competizioni internazionali
2021
- 5º nella Super League degli Europei a squadre ( Chorzów), 110 m hs - 13"75

2023
- Bronzo all'Athletissima ( Losanna), 110 m hs - 13"37